# دم‌چنگالی پشت‌توسی
دم‌چنگالی پشت‌توسی(نام علمی: Enicurus schistaceus) نام یک گونه از سرده دم‌چنگالی است.